# American Cooperative School of Tunis
L'American Cooperative School of Tunis (ACST) est une école américaine privée, à but non lucratif et vocation internationale, située dans la localité d'El Aouina, au nord-est de Tunis (Tunisie), à quelques dizaines de mètres de l'ambassade américaine.
Elle accueille plus de 630 élèves de toutes nationalités selon le système éducatif aux États-Unis, de la maternelle au grade 12.
L'école est largement connue pour son programme de du diplôme du baccalauréat international, mis en place en 2000 ; elle est la seule de ce type en Tunisie.

## Histoire
Fondée en 1959, l'American Cooperative School of Tunis est à l'origine une école primaire enseignant seulement les grades 1 à 8. Le grade 9 est ajouté en 1982 et le grade 10 en 1993. Les grades 11 et 12 sont respectivement ajoutés en 1995 et 1996. Ainsi, la première promotion de diplômés sort de l'école en juin 1997.
Le nombre d'élèves augmente significativement à la suite de la relocalisation temporaire de la Banque africaine de développement de son quartier-général d'Abidjan à Tunis en 2003.
Le 14 septembre 2012, à l'occasion d'une protestation contre le film L'Innocence des musulmans et visant l'ambassade américaine, des manifestants islamistes mettent le feu à des bâtiments de l'école et saccagent le matériel,. L'école rouvre le 25 septembre après l'achèvement des travaux nécessaires.

## Installations
L'American Cooperative School of Tunis est localisée sur un campus de quelque 28 000 m2 abritant des bâtiments destinés à l'enseignement maternel, primaire et secondaire. Un projet d'extension sur trois ans est achevé en mai 2006. Le bâtiment administratif, qui abrite également l'enseignement maternel, abrite une bibliothèque, un amphithéâtre et une salle d'informatique pour l'enseignement primaire. Pour l'enseignement secondaire existent deux laboratoires de science, deux autres salles d'informatique, deux salles d'art et une bibliothèque principale avec plus de 12 000 volumes et une zone de recherche informatisée. D'autres bâtiments accueillent une grande salle de musique, un magasin, un centre de copies et un entrepôt.
L'école dispose de deux salles de gymnastique, d'une cafétéria, d'un terrain de football avec une piste d'athlétisme longue de 400 mètres et d'un parking construit en 2007. Elle partage également dès mai 2005 l'usage d'une piscine localisée au sein de l'ambassade américaine installée à proximité dès l'automne 2002.